# غوثيك ميتال

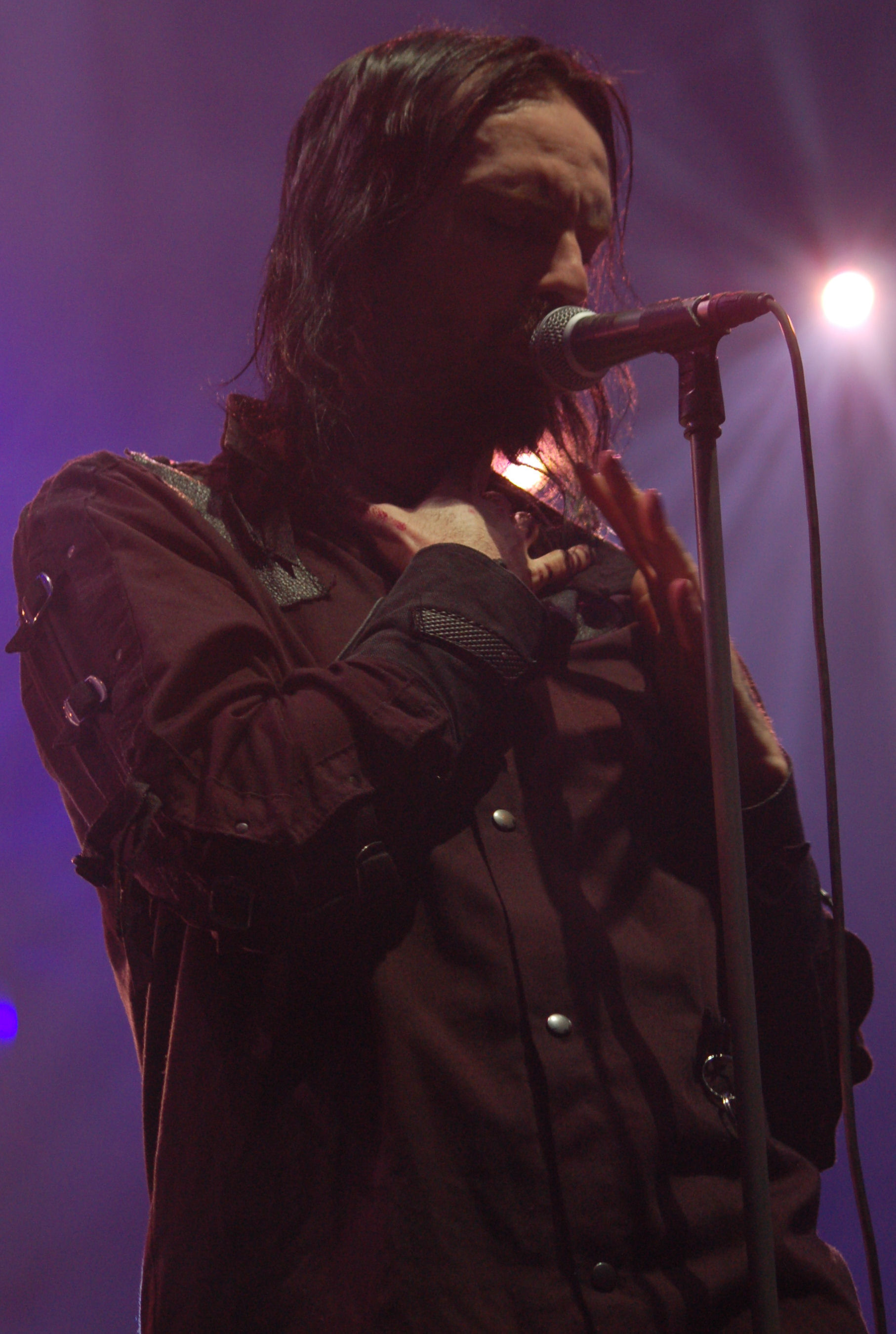

غوثيك ميتال (بالإنجليزية: Gothic metal)‏ أو الميتال القوطي هو أحد أنواع موسيقى الميتال والذي يجمع بين ثقل الدوم ميتال مع الكآبة المظلمة للغوثيك روك.هذا النوع نشأ في وقت مبكر من التسعينات في أوروبا. وتتميز موسيقى الغوثيك ميتال عموما بأجوائها المظلمة، ومن المعروف أن كلمات هذا النوع تكون ملحمية و ميلودرامية.

## أهم الفرق
- ويذن تيمبتيشن
- لاكونا كويل
- إڤانيسنس
- ثياتر اوف تراجيدي
- دراكونيان
- ترستانيا